# 猪血木属
猪血木属（学名：Euryodendron）为五列木科的一个单型属。属下的惟一种猪血木是珍稀濒危植物，目前只在广东省阳春县八甲镇有分布，种群数量不足200株。

## 物种
本属包括以下物种：
- 猪血木 Euryodendron excelsum H.T.Chang[1]